# Varietăți geografice. De la Zanzibar la Salonic și înapoi
Varietăți geografice. De la Zanzibar la Salonic și înapoi este o operă literară scrisă de Ion Luca Caragiale.